# Vachott Sándor
Vachottfalvi Vachott Sándor (Gyöngyös, 1818. november 17. – Pest, 1861. április 9.) költő, író, ügyvéd, az MTA levelező tagja, a Kisfaludy Társaság rendes tagja, Vahot Imre bátyja.

## Életpályája
Apja Vachott Imre, az Eszterházy hercegi uradalom ügyésze volt, édesanyja Hercsúth Janka. Első kiképeztetését szülőföldje katolikus iskolájában nyerte és 1831-ben ment az eperjesi evangélikus kollégiumba; mint jogász elnöke volt az iskolai magyar nyelvművelő társulatnak. Ekkor írta első költeményeit Sárosi Gyula serkentésére.
Kezdetben az almanach-költészet művelője volt, majd Bajza József és Petőfi Sándor hatására megismerkedett a reformkor művészi szellemiségével. Pályáját 1838-ban Nógrádban kezdte jurátusként, majd és néhány költeményt adott ki az Athenaeumban, melyek figyelmet keltettek. Később Pestre költözött, ahol 1841. március 19-én ugyan letette az ügyvédi vizsgát, de életét inkább az irodalomnak szentelte. 1842. január 22-én a Kisfaludy Társaság, 1843. október 7-én a Magyar Tudományos Akadémia tagjául választotta. (A Kisfaludy Társaságban székfoglalóul a Külföld rabja című költeményét írta.) 1842-ben Erdélyi Jánosné, született Vachott Cornélia testvérének halála mélyen megrendítette, ekkor írta Cornelia emlékezete című szép költeményét. 1843-ban vette feleségül Csapó Mária írónőt. 
1845 tavaszán vágya a csendes falusi élet után Tápiósápra vonta, ahol két és fél évig lakott. 1848 őszén Pestre költözött, Kossuth Lajos titkára volt, majd a szabadságharc után elfogták és börtönbe vetették.  1850-ben szabadult, majd 1852-ben forradalmi tevékenységgel vádolva és Sárosi Gyula rejtegetése miatt december 5-én elfogták és ismét több hónapi börtönbüntetésre ítélték, melyet Pesten, az Újépület egyik szűk termében töltött. A börtönben megőrült és Pesten a Schwartzer Ferenc elmegyógyintézetében halt meg 1861-ben. A Kisfaludy Társaság 1861. évi közgyűlésén Tóth Lőrinc tartott fölötte emlékbeszédet.

## Művei
- Vachott Sándor versei; Beimel József Ny., Pest, 1846
- Báthory Erzsébet. Történelmi beszély; Trattner-Károlyi Ny., Pest, 1847
- Vahot Sándor összes költeményei; kiad. Vahot Imre; Gyurian Ny., Pest, 1856
- Vachott Sándor költeményei; 3., teljes kiad.; bev. Tóth Lőrinc; Athenaeum Ny., Pest, 1869
- Vachott Sándor és Pomáz; vál., szerk., bev. Lisztóczky László; Dsida Jenő Baráti Kör, Eger, 2010